# Tegalmunjul
Tegalmunjul is een bestuurslaag in het regentschap Purwakarta van de provincie West-Java, Indonesië. Tegalmunjul telt 13.162 inwoners (volkstelling 2010).